# Парад в Киеве 9 мая 2010 года

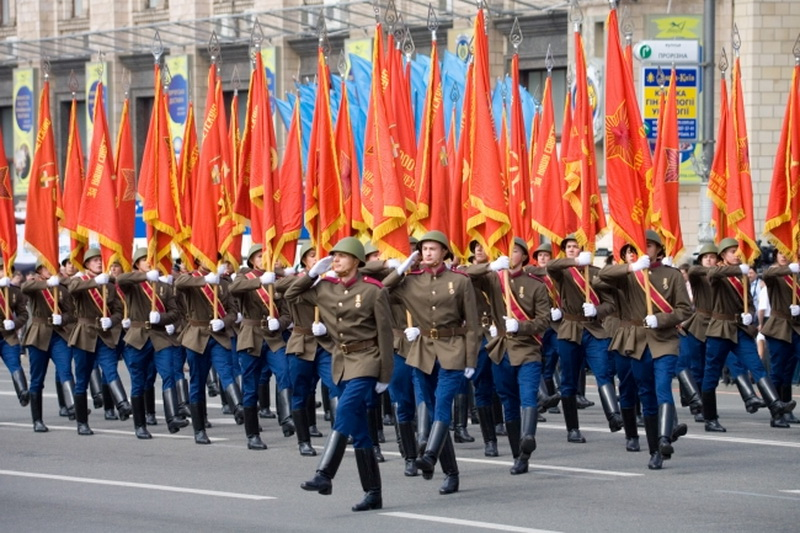
Украинские солдаты, одетые в советскую форму, в Киеве.

Парад Победы в Киеве в 2010 году (укр. Парад Перемоги в Києві в 2010 році) состоялся 9 мая 2010 года в Киеве в честь 65-летия победы Советского Союза в Великой Отечественной войне. (В 2015 году украинский парламент заменил термин «Великая Отечественная война» термином «Вторая мировая война» в рамках ряда законов о декоммунизации.) Военные машины и солдаты в форме Советской Армии прошли по Крещатику. Осматривать парад прибыл начальник Генерального штаба Вооруженных сил генерал армии Иван Свида. Командующий сухопутными войсками Украины генерал-полковник Геннадий Воробьев командовал парадом. Президент Украины Виктор Янукович выступил с юбилейным обращением. В параде приняли участие 2500 военнослужащих Вооруженных сил Украины, России и Белоруссии. 17 военных оркестров приняли участие в параде под командованием начальника военно-музыкального отдела Генерального штаба Вооруженных сил Украины генерал-майора Владимира Деркача.

## Галерея

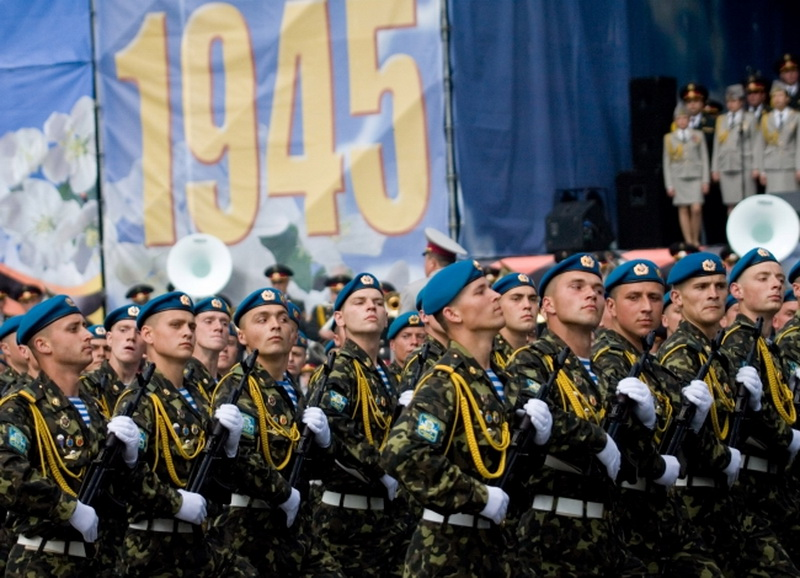
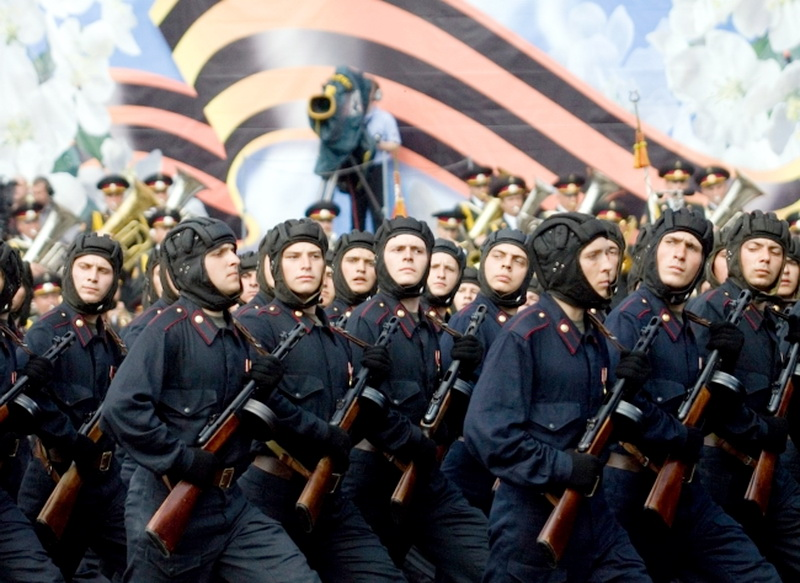
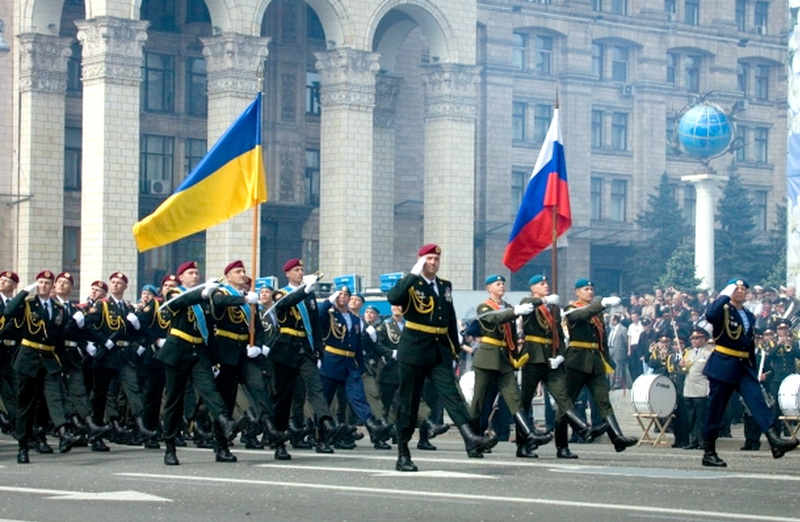
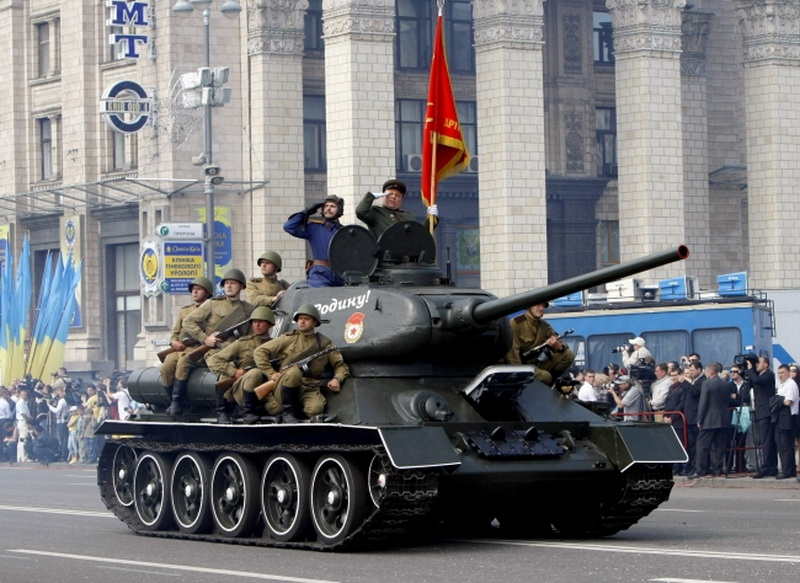